# Acalypha colombiana
Acalypha colombiana är en törelväxtart som beskrevs av Cardiel. Acalypha colombiana ingår i släktet akalyfor, och familjen törelväxter. Inga underarter finns listade i Catalogue of Life.